# Descobriment

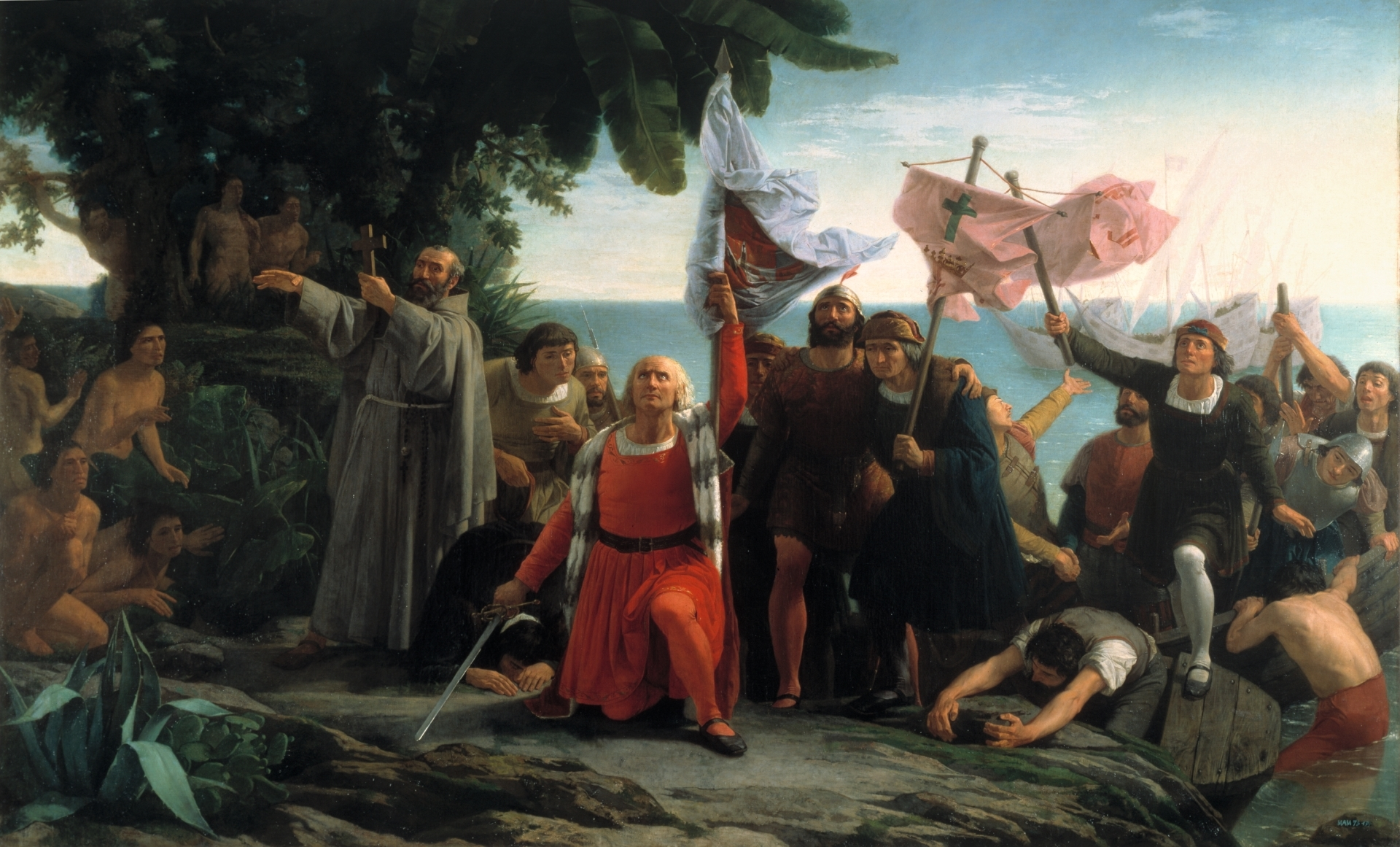
Exemple d'un descobriment, el Descobriment d'Amèrica

Un descobriment és l'observació nova o original d'algun aspecte de la realitat, normalment un fenomen natural; la troballa o manifestació del que estava ocult i secret o era desconegut.
En el curs de la innovació científica, les més transcendents teories científiques i els majors descobriments en altres àmbits no són obra personal d'un geni, sinó que van ser desenvolupats per diverses persones, sigui en equip o per la suma d'esforços successius d'individus o grups humans. En la majoria dels casos, no són èxits que es deguin a la serendipitat o a l'atzar, sinó fruit de processos d'investigació o exploració sistemàtica conscient molt perllongats en el temps.
També es pot denominar descobriment la descripció de les primeres incursions de gent d'una cultura en l'ambient geogràfic i cultural d'una altra. La cultura occidental ha usat el terme per a emfatitzar la importància en la història del món de l'exploració lligada a l'expansió d'Europa cap a la resta del món. El descobriment de cada continent, illa i accident geogràfic, per part de viatgers, exploradors, conqueridors i colonitzadors europeus, va conduir a la noció que els aborígens van ser descoberts, independentment del fet que ja estiguessin allí des de feia segles o fins i tot mil·lennis. Sol denunciar-se que el terme té un caire endocèntric i etnocèntric en el llenguatge i el pensament.

## Exemples de descobriments
- El model de l'electró per Joseph John Thomson
- L'estructura de l'ADN
- Els quàsars
- El foc
- L'agricultura, en la denominada Revolució neolítica
- El descobriment que la Terra no és plana, s'atribueix sovint a Eratòstenes, que va mesurar la grandària de la Terra basant-se en l'absència d'ombra en el solstici d'estiu en el tròpic de Càncer. Altres civilitzacions tenen descobriments similars. En realitat, la curvatura de la superfície de la Terra és observable de forma bastant òbvia (per exemple, quan una nau sobrepassa l'horitzó, primer en desapareix el buc i després el pont o les veles; o el fet que perdem de vista la base d'una muntanya si ens n'allunyem molt).
- El descobriment que la Terra no és el centre de l'univers (Teoria geocèntrica, Copèrnic, Galileu, Kepler, Newton).

Hom dona el nom d'Era dels descobriments al període de trànsit entre l'edat mitjana i l'edat moderna en què es van fer multitud de descobriments geogràfics, com el descobriment d'Amèrica.
A la fi de l'edat moderna i en plena Edat Contemporània es van produir els descobriments d'Austràlia, de les fonts del Nil, de l'Antàrtida, de les fites geogràfiques en les exploracions polars (pol Nord i pol Sud) i l'ascensió a les muntanyes més altes de la Terra (l'Everest, el K2, el Kanchenjunga, etc.) i l'escalada de vies d'especial dificultat.
Finalment, l'exploració submarina i l'exploració espacial són dos nous camps per als descobriments.